# Жан-Батист Векерлен
Жан-Батист Векерлен (фр. Jean-Baptiste Weckerlin; 29 листопада 1821, Гебвіллер, Ельзас — 20 травня 1910, Троттберг, нині у складі Гебвіллера) — французький архіваріус, бібліотекар, композитор, музикознавець-фольклорист, педагог і хормейстер.

## Біографія
До 1844 року навчався у Страсбурзі, потім поступив у Паризьку консерваторію, де навчався вокалу у Антуана Поншара і композиції у Фроманталя Галеві. Деякий час викладав там же вокал. У 1850—1855 роках — один з хормейстерів паризького Товариства святої Цецилії. З 1863 року помічник консерваторського бібліотекаря, в 1876 році після смерті Фелис'єна Давида зайняв посаду завідувача бібліотекою Паризької консерваторії і виконував відповідні обов'язки аж до своєї важкої хвороби у 1909 році; в 1885 р. опублікував каталог бібліотеки.
Композиторська спадщина Векерлена включає в себе, перш за все, деяку кількість опер, переважно одноактні комічні і, починаючи з «Органіста в скруті» (фр. L'Organiste dans l'embarras); частина опер Векерлена написана на лібрето на ельзаському діалекті. Однак найбільшу популярність принесли йому обробки та переклади французьких народних пісень, зібрані у виданні «Пастушачі наспіви, романси і пісні XVIII століття» (фр. Bergerettes, romances et chansons du XVIIIe siècle; 1860). Крім того, Векерлен написав монографію «Історія інструментування з XVI століття до теперішнього часу» (фр. Histoire de l'instrumentation depuis le seizième siècle jusqu'à l'époque actuelle; 1875).

## Твори

### Опери
- 1853 — Органіст в скруті

### Пісні
- 1853-55 — Відлуння минулого (збірник пісень), у т.ч популярні:
  - Ах, чому я не галявина.
  - Діви, поспішайте.
  - Лизетта встала.
  - Мама, що таке любов.
  - Не забудьте, дітки.
  - Ні, вірити не в силах я.
  - Нінетта.
  - О пастушка молода.
  - Пастушка, різвушка.
  - Прийди скоріше, весна.
  - Пісня метелика.